# Dalıqaya
Dalıqaya (hay còn gọi là Dəli-qaya, Dəliqaya, và Dalikaya) là một ngôi làng thuộc vùng Quba của Azerbaijan. Ngôi làng tạo thành một phần của đô thị Zıxır.